# Sioux County, Nebraska
Sioux County är ett administrativt område i delstaten Nebraska, USA, med 1 311 invånare. Den administrativa huvudorten (county seat) är Harrison.
Agate Fossil Beds nationalmonument ligger i countyt.

## Geografi
Enligt United States Census Bureau har countyt en total area på 5 354 km². 5 351 km² av den arean är land och 3 km² är vatten.

### Angränsande countyn
- Fall River County, South Dakota - norr
- Box Butte County - öster
- Dawes County - öster
- Scotts Bluff County - söder
- Goshen County, Wyoming - sydväst
- Niobrara County, Wyoming - nordväst